# Giuseppe Musolino
Giuseppe Musolino, conocido como el Brigante Musolino (Santo Stefano in Aspromonte, 24 de septiembre de 1876 – Reggio Calabria, 22 de enero de 1956), fue un brigante italiano.

## Historia
Leñador de profesión, su historia comienza el 28 de octubre de 1897, cuando se desata una pelea a la taberna la Frasca, en Santo Stefano in Aspromonte, con Stefano Zoccali pero, al día siguiente, alguien dispara a Vincenzo Zoccali, en un establo (donde se encuentra el tapón Musolino), que se perdió por un pelo, pero está lesionado. Participa la policía que arresta la Filastò y tal Nicola Travia. Llamando a la casa Musolino. No encontrarlo, porque él se escapó. Pronto seis meses Musolino es detenido por la guardia municipal Alessio Chirico, y traducido a Reggio Calabria está siendo juzgado por intento de asesinato. 

### Prisión y la inacción
El 24 de septiembre de 1898 a juicio ante el Tribunal de lo Penal de Reggio Calabria, a pesar de la evidencia presentada por Musolino no fueron refutadas el falso testimonio de Rocco Zoccali y Stefano Crea, quien afirmó haber escuchado enojar a la meta fallado. El 28 de septiembre, la condena fue de 21 años de prisión.
Siempre proclamado sè inocente, votos venganza por la evasión.
Se lleva a cabo y encarcelado en la prisión de Gerace Marina.
Después de dos años, a las 3:30 en el 9 de enero de 1899 se las arregla para escapar y comienza su venganza.
Comete una serie de asesinatos en contra de todos aquellos que lo acusaron y traicionados, a continuación, escondiéndose en las montañas, en los bosques, e incluso en los cementerios (como en Roccaforte del Greco).
Iniciado caza al ladrón, se coloca una recompensa de 5.000 libras en él, pero Musolino siempre escapa a su captura.
Su reputación se extiende rápidamente por toda Italia gracias a la prensa italiana e incluso periódicos extranjeros (Times, Le Figaro) comienzan a interesarse en los demás. Por tanto, su figura se convierte en una especie de leyenda.
En 1901 Musolino decide abandonar Calabria a ir y pedir la gracia para el nuevo rey Vittorio Emanuele III y porque, en cualquier caso, la situación se volvió difícil para él, incluso con sus partidarios en Calabria.

### La detención
En Acqualagna en la provincia de Pesaro y Urbino, sin embargo, es capturado accidentalmente por dos policías que desconocen su identidad, que logran llegar a ella porque se tropezó con un cable. Sus nombres eran: Amerigo Feliziani clavado por Vasco y Antonio Serra de San Ferdinando di Puglia, al mando del brigadier Antonio Mattei (padre de Enrico Mattei).
Se hizo famosa frase: "los que lo hacen no chiddu Potti n'esercitu, Potti filu nu" (En el que no logró un ejército, logró un alambre). 
Para estima su captura que el gobierno ha gastado un millón de liras.
El juicio comenzó el 14 de abril de 1902, el Tribunal de lo Penal de Lucca e fue condenado.
Permanece en prisión hasta 1946, cuando se reconoció la locura y, a continuación, trajo al asilo de Reggio Calabria, donde murió diez años más tarde a las 10:30 el 22 de enero de 1956.

## Los asesinatos e intentos de asesinato
- Serafino Amato (Enfermera manicomio RC) - último intento de asesinato
- Angeloni - heridos
- Alessio Chirico (guardia municipal) - asesinato
- Crear Stefano - intento de asesinato
- Carmine D'Agostino - asesinato
- Francesco Fava (Alcalde de Bovalino) - intento de asesinato
- Francis Marte - Asesinato
- Francesca Morabito - asesinato
- Gregorio Musolino - intento de asesinato
- Anthony Princi - asesinato
- Peter Policía Encontradas - asesinato
- Stefano Romeo - intento de asesinato
- Pasquale Saraceno - asesinato
- Francesca Cigarros (amante de Stephen Crear) - El asesinato por error
- Stephen Zirilli (Concejal de Bovalino) - intento de asesinato
- Stephen Zoccali (hermano Vincenzo) - asesinato
- Vincenzo Zoccali - intento de asesinato

## Cine
En 1950 se hizo una película inspirada en su historia titulada Il Brigante Musolino de Mario Camerini. Hasta 1950 la historia de Musolino nunca había estado representado por la similitud del nombre con Benito Mussolini.

## Literatura
Cuando Musolino fue detenido, Giovanni Pascoli dedica a Musolino una oda titulada Musolino pero inconclusa, publicado por S.Bottari y publicado por G. Musolino Villaroel.

## Música
- Otello Profazio produce 2 álbumes cantando su historia: Peppi Musolino, U briganti d'asprumunti y Il Brigante Musolino.
- Orazio Strano - Peppi Musolinu.